# Дошкільна освіта
Дошкільна освіта — галузь освіти, яка спрямована на реалізацію навчальних та виховних завдань для дітей дошкільного віку (від народження до шести років). В Україні це обов'язкова первинна складова частина системи безперервної освіти. Метою дошкільної освіти є забезпечення цілісного розвитку дитини, її інтелектуальних, фізичних і творчих здібностей шляхом навчання, виховання, формування та соціалізації необхідних життєвих навичок 
Стандарт дошкільної освіти
У різних країнах світу є різні стандарти у галузі дошкільної освіти. Зокрема, у деяких країнах світу дошкільна освіта є обов'язковою, у деяких — необо'язковою. В Україні стандарт визначається Базовим компонентом дошкільної освіти Базовий компонент дошкільної освіти України, метою якого є захищати самооцінку дітей дошкільного віку, визначати особливості та вимоги до рівнів розвитку, освіти та виховання дітей дошкільного віку, забезпечувати наступність між дошкільною та початковою освітою. Він ґрунтується на основних положеннях Міжнародної конвенції ООН про права дитини, Законах України «Про освіту», «Про дошкільну освіту», «Про охорону дитинства», інших нормативних актах стосовно дитинства.

## Дошкільна освіта України
В основі дошкільної освіти України закладено принцип безперервної освіти впродовж всього життя, тобто освітній процес починається відразу від народження і триває пожиттєво.
Здобуття дошкільної освіти в закладах дошкільної освіти незалежно від підпорядкування, типів і форми власності має забезпечити виконання вимог Базового компонента дошкільної освіти в Україні, який реалізується програмами розвитку дітей та навчально-методичним забезпеченням, що затверджуються Міністерством освіти і науки, молоді та спорту України.
Громадяни України, а також іноземці та особи без громадянства, які перебувають в Україні на законних підставах, мають рівні права на здобуття доступної і безоплатної дошкільної освіти незалежно від раси, кольору шкіри, політичних, релігійних та інших переконань, статі, етнічного та соціального походження, майнового стану, місця проживання, мовних або інших ознак.
В Україні працюють різні типи закладів дошкільної освіти, які можуть забезпечити індивідуальні освітні потреби кожної дитини. Зокрема, йдеться про дітей з особливими потребами та забезпечення права батьків на вибір спеціального або інклюзивного закладу дошкільної освіти.

### Вікова періодизація
В дошкільній освіті виділяють три етапи фізичного, психічного та соціального становлення особистості дитини: вік немовляти (до року), ранній вік (1-3 роки), передшкільний вік (3-6/7 років).
В Законі України «Про дошкільну освіту» наведено вікову періодизацію:
- немовлята (до одного року);
- ранній вік (від одного до трьох років);
- передшкільний вік (від трьох до шести (семи) років):
- молодший дошкільний вік (від трьох до чотирьох років);
- середній дошкільний вік (від чотирьох до п'яти років);
- старший дошкільний вік (від п'яти до шести (семи) років).

Відповідно до стандарту, психологічна інсценізація виділяє різні періоди в житті людини. Однак, незважаючи на різні критерії циклів розвитку, більшість теорій визначають схожі вікові етапи.

### Принципи дошкільної освіти[6]
- доступність для кожного громадянина освітніх послуг, що надаються системою дошкільної освіти;
- рівність умов для реалізації задатків, нахилів, здібностей, обдарувань, різнобічного розвитку кожної дитини;
- єдність розвитку, виховання, навчання і оздоровлення дітей;
- єдність виховних впливів сім'ї і закладу дошкільної освіти;
- наступність і перспективність між дошкільною та початковою загальною освітою;
- світський характер дошкільної освіти у державних і комунальних закладах дошкільної освіти;
- особистісно-орієнтований підхід до розвитку особистості дитини;
- демократизація та гуманізація педагогічного процесу;
- відповідність змісту, рівня й обсягу дошкільної освіти особливостям розвитку та стану здоров'я дитини дошкільного віку

## Правові норми організації дошкільної освіти в Україні
- Закон України «Про дошкільну освіту» [Архівовано 14 червня 2018 у Wayback Machine.]
- Ліцензовані в Україні програми дошкільної освіти [Архівовано 14 червня 2018 у Wayback Machine.]
- Нормативно-правова база діяльності закладів дошкільної освіти [Архівовано 18 січня 2017 у Wayback Machine.]